# کسنگو، آنگولا
کسنگو (به انگلیسی: Cassongue) شهری در استان کوانزای جنوبی واقع در کشور آنگولا است که در سال ۲۰۰۹ میلادی ۴٬۶۸۲ نفر جمعیت داشته است.